# 東酒造
東酒造株式会社（ひがししゅぞう）は、鹿児島県鹿児島市に本社を置く、主に焼酎や鹿児島特有の灰持酒などの酒類を製造・販売する日本の企業である。

## 事業所
本社・鹿児島工場
- 鹿児島県鹿児島市小松原一丁目37-1

金峰工場
- 鹿児島県南さつま市金峰町池辺2446-1

## 主な商品

### 焼酎
- 七窪
- 西郷庵
- 寿百歳
- 克
- 薩摩の風 他

### 灰持酒
- 高砂の峰
- 黒酒 - 料理専用。

### リキュール
- 完熟梅酒